# 오노다정 (미야기현)
오노다정(小野田町)은 미야기현 가미군에 있었던 정이다.

## 연혁
- 1889년 4월 1일 - 정촌제 실시와 함께 가미군 오노다촌이 성립하였다.
- 1943년 2월 11일 - 정으로 승격하였다.
- 2003년 4월 1일 - 나카니다정, 미야자키정과 합병해 가미정이 성립하였다.

## 건강
- 평균연령:46.7
- 연령 중위수 : 49.0

(2000년 인구조사)

## 교육
- 오노다 정립 오노다 중학교
- 오노다 정립 히가시오노다 초등학교
- 오노다 정립 리쓰카하라 초등학교
- 오노다 정립 니시오노다 초등학교
- 오노다 정립 니시오노다 초등학교 우루시자와 분교

## 교통

### 도로
- 국도 347호선

## 명소·옛터·관광명소·제사·최사
- 야쿠라이산
- 야쿠라이 신사
- 이토요 신사
- 야쿠라이 신사 미와류 가미가쿠
- 쓰키자키노다에키오도리
- 유토리누마(철교 서식지)
- 야쿠라이 고원 온천 보양 센터 야쿠레노유 (야쿠레야쿠노유)
- 야나기 워터파크
- 야쿠리하이츠
- 레스토랑 부나바야시(오노다정 종합교류터미널)
- 야나메 기념품 센터
- 야나가린센칸
- 야쿠로코티지
- 야쿠라